# Pakistan Atomic Energy Commission
La Commission pakistanaise de l'énergie atomique (en anglais : Pakistan Atomic Energy Commission, PAEC ou en ourdou : ادارہ جوہری توانائی پاکستان) est une agence scientifique pakistanaise civile qui est officiellement responsable du développement et de l'application pacifique de l'énergie nucléaire au Pakistan. Dans la pratique, elle s'occupe de toutes les applications de l'énergie nucléaire, y compris du développement des armes nucléaires. 
La commission a été fondée en 1956 par le Premier ministre pakistanais Huseyn Shaheed Suhrawardy. Elle commence à construire son premier réacteur nucléaire en 1962 dans le but de produire de l'énergie. La commission dirige dès le début des années 1970 le programme d'armement nucléaire sur l'instruction de Zulfikar Ali Bhutto et avec l'aide décisive d'Abdul Qadeer Khan. La commission réalise les premiers tests de bombe A en mai 1998.

## Histoire

### Création
Quelques années après sa création le 14 août 1947, le Pakistan créé en 1951 le Conseil de recherche scientifique et industrielle (Council of Scientific and Industrial Research, PCSIR) qui est le premier organisme à faire des recherches en sciences physiques dans le pays. Le 8 décembre 1953, le ministre des Affaires étrangères du Pakistan Muhammad Zafarullah Khan s'annonce intéressé par le programme Atoms for Peace annoncé par le président des États-Unis Dwight D. Eisenhower. L'année suivante, le Government College de Lahore crée un laboratoire destiné à la recherche nucléaire, dans le but de former des étudiants dans ce domaine. Précurseur de la commission, le gouvernement créé en janvier 1955 un comité à l'énergie atomique composé de douze scientifiques, chargés d'établir des recommandations et de conseiller le gouvernement. Le 11 août 1955, le Pakistan signe avec les États-Unis un premier contrat dans le but d'obtenir son premier réacteur nucléaire.
En 1956, le Premier ministre Huseyn Shaheed Suhrawardy annonce la création de la Commission de l'énergie atomique. Celle-ci se compose alors de son président et six autres scientifiques, ainsi que d'un conseil composé de deux ministres fédéraux et deux secrétaires du gouvernement. Elle vise alors à promouvoir l'énergie nucléaire « pacifique », la recherche et la coopération internationale,.  

### Développement civil

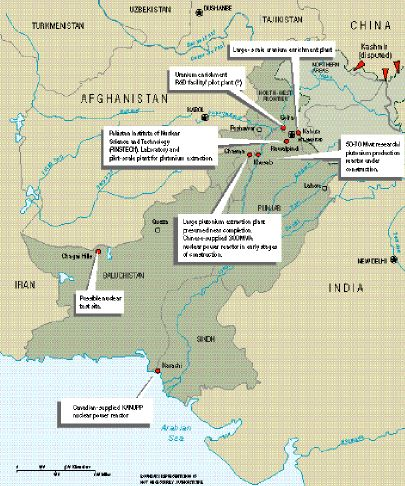
Les sites nucléaires au Pakistan en rouge.

La commission nucléaire réalise ses premiers projets sous le régime militaire du président Muhammad Ayub Khan. En 1958, le physicien et futur prix Nobel de physique Abdus Salam rejoint la commission et cette dernière accepte en mars 1959 le choix du gouvernement de se procurer auprès des États-Unis son premier réacteur nucléaire de recherche. En 1962, le pays commence sa construction à Multan et deux ans plus tard, la commission créé un institut public de recherche nucléaire à Islamabad (Pakistan Institute of Nuclear Science and Technology, PINSTECH). 
Le développement nucléaire civil se poursuit dans les années qui suivent et le pays signe en 1965 avec la branche canadienne de la General Electric l'achat d'un réacteur CANDU qui est implanté à Karachi. Entre 1965 et 1971, la commission envoie près de 600 scientifiques se former à l'étranger. En 1969, l'autorité britannique de l'énergie atomique fournit au Pakistan sa première usine de traitement du combustible nucléaire usé. Le 27 décembre 1973, le pays découvre dans le sud de la province du Pendjab sa première vaste mine d'uranium. Le gouvernement ambitionne alors la création de quinze réacteurs nucléaires dans les 25 prochaines années, pour couvrir les deux-tiers des besoins du pays en électricité. L'objectif ne sera jamais atteint, avec seulement six réacteurs actifs pour 4 % de la production d'électricité en 2018.

### Application militaire

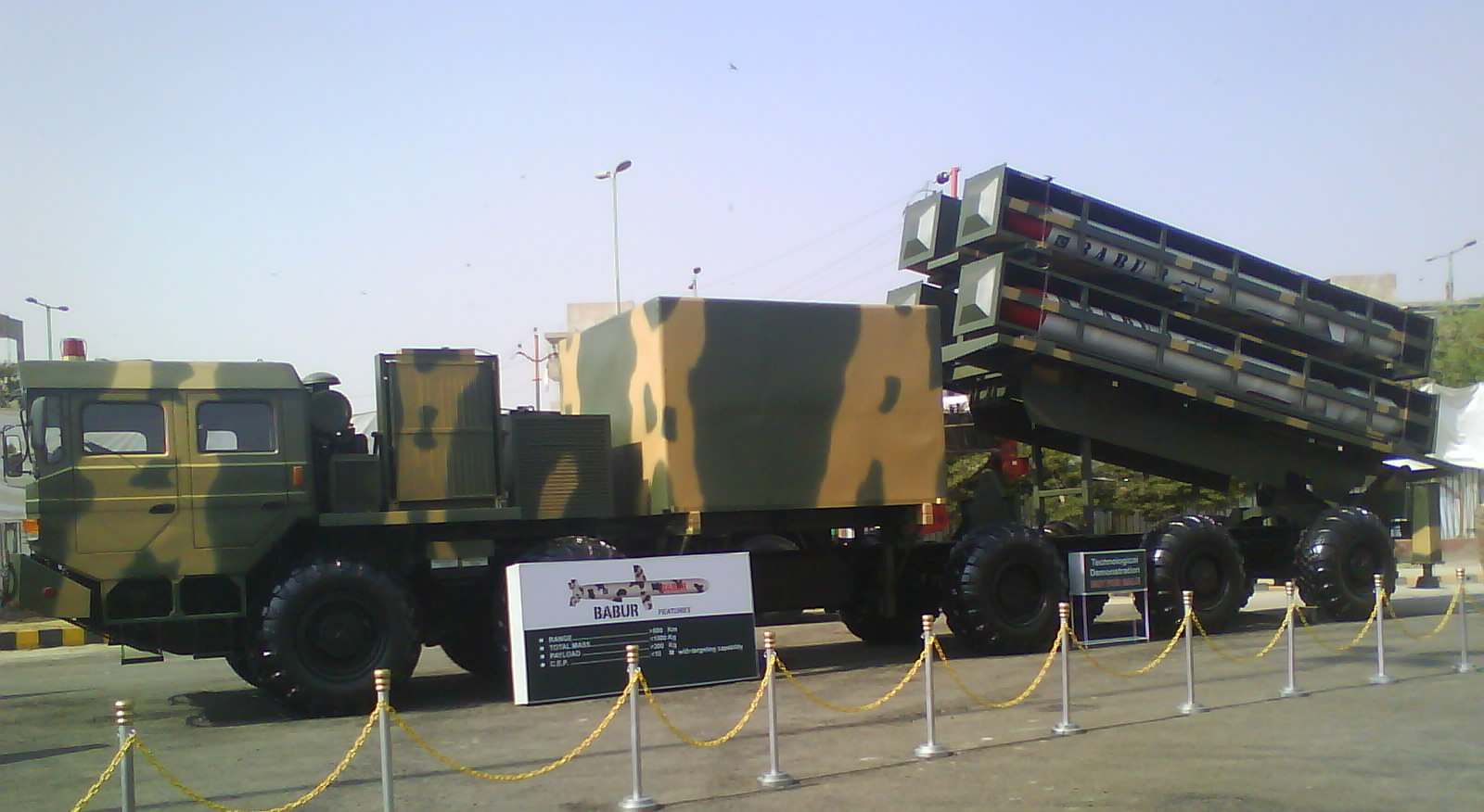
Le missile de croisière à capacité nucléaire Hatf 7.

Le programme nucléaire pakistanais prend une tournure nettement militaire après la troisième guerre indo-pakistanaise de 1971, à la suite de laquelle les tensions entre les deux pays atteignent un nouveau paroxysme. Alors que l'Inde poursuit son propre programme nucléaire, l'obtention de l'arme atomique par le Pakistan devient une priorité pour le gouvernement de Zulfikar Ali Bhutto dès le début des années 1970. Celui-ci déclare notamment qu'avec son programme nucléaire, l'Inde recherche l'hégémonie en Asie du Sud, mais que le Pakistan répondra avec son propre développement nucléaire, tant en affirmant qu'il restera civil. En 1974, le scientifique pakistanais Abdul Qadeer Khan qui a travaillé pour l'Urenco en Europe propose ses services au Premier ministre Bhutto puis entre en contact avec la commission afin de lui fournir son savoir-faire, notamment grâce à des documents classifiés qu'il a subtilisés durant son précédent emploi.
L'arrivée de Qadeer Khan dans le programme nucléaire accélère nettement les progrès effectués par la commission, alors que celui-ci aide à créer en 1976 le laboratoire nucléaire de Kahuta, près de Rawalpindi. Il contiendra près de 1 300 centrifugeuses installées dans un bâtiment de 1 300 mètres carrés. À partir de 1986, le pays produit suffisamment de combustible pour créer une bombe et aurait été capable de réaliser son premier test en 1987. Après une forte augmentation des tensions avec l'Inde, la Commission à l'énergie atomique annonce avoir effectué ses cinq premiers essais atomiques le 28 mai 1998 (Chagai-I), deux semaines après les premiers tests de la bombe H indienne. Le deuxième test de bombe à fission dopée a lieu deux jours plus tard, le 30 mai 1998, et est le dernier mené par la commission (Chagai-II).

## Organisation
Depuis une ordonnance de 1965, la commission de l'énergie atomique est dirigée par un président (chairman) nommé par le gouvernement central. Le comité de direction est composé de trois autres membres permanents, à savoir un représentant du ministère des Finances et deux conseillers techniques. Le comité compte également des membres temporaires, à savoir un scientifique en chef, conseillé spécial du gouvernement, et deux autres scientifiques expérimentés (senior scientist). Ce comité doit se réunir au minimum quatre fois par an. Le 24 avril 2015, le gouvernement nomme Mohammad Naeem, membre de la commission depuis 1972, au poste de président de la commission, en remplacement de Ansar Parvez qui était en fonction depuis six ans. 
La commission compte également en son sein un conseil composé du comité de direction, le ministre chargé de la commission, un secrétaire au gouvernement, trois scientifiques, deux directeurs de chacune des unités mises en place par la commission, et enfin des secrétaires des ministères de l'agriculture, de la production défensive, de la santé, de l'électricité, des sciences et technologie et enfin de la production.
Le pouvoir fédéral exerce son autorité sur la commission via la Pakistan National Command Authority, qui réunit les organes les plus stratégiques du pays. Entre 2009 et 2010, la responsabilité de la riposte nucléaire a été transférée des mains du président de la république à la Pakistan National Command Authority, qui est alors dirigée par le Premier ministre Youssouf Raza Gilani. Ce transfert s'effectue dans le cadre d'une réforme constitutionnelle qui donne la réalité du pouvoir au chef du gouvernement.